# Anna Paulowna van Rusland
Anna Paulowna (uitspraakⓘ; Russisch: Áнна Пáвловна, Anna Pavlovna [ˈanːə ˈpavləvnə]) (Sint-Petersburg, 18 januari 1795 — Den Haag, 1 maart 1865), grootvorstin van Rusland, behorend tot het huis Romanov, was als echtgenote van koning Willem II van 1840 tot 1849 koningin der Nederlanden en groothertogin van Luxemburg.

## Jeugd (1795-1816)
Anna was een dochter van tsaar Paul I van Rusland en Sophia Dorothea Augusta Louisa van Württemberg, in Rusland beter bekend als tsarina Maria Fjodorovna. Toen zij zes jaar was, werd haar vader vermoord en opgevolgd door zijn zoon Alexander I, de oudste broer van Anna.
In 1809 (ze was toen veertien jaar oud) wilde keizer Napoleon met haar trouwen. Hij was op zoek naar een adellijke echtgenote, maar kreeg Anna's hand niet, na verzet van Anna zelf en haar moeder. In 1814 was er een plan om Anna uit te huwelijken aan de Franse prins Karel, zoon van de latere koning Karel X, maar omdat Anna zich dan tot het katholicisme zou moeten bekeren, ging dit uiteindelijk niet door.

## Echtgenote van de Prins van Oranje (1816-1840)

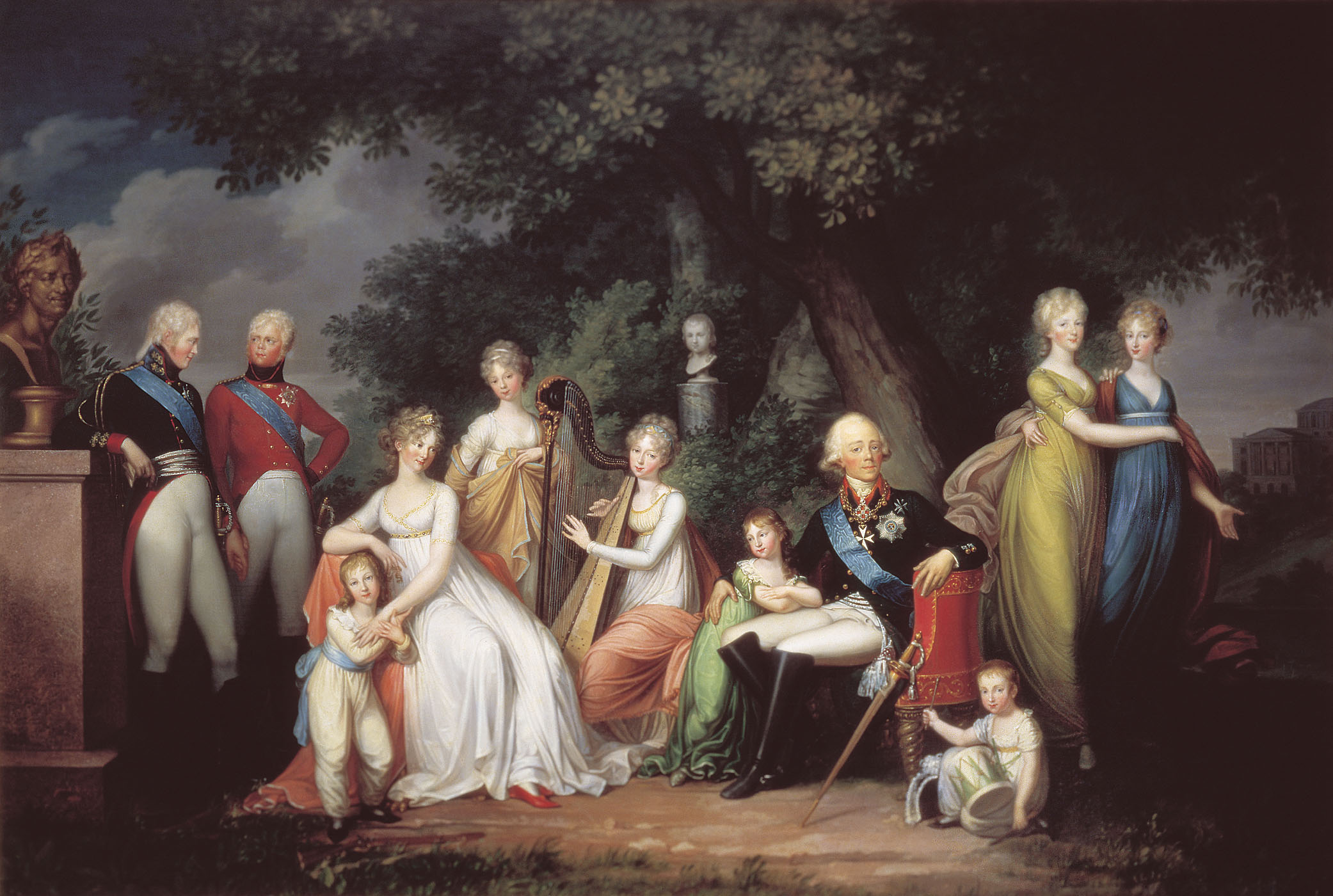
Het gezin van tsaar Paul I in 1800. Anna, in groene jurk, leunt tegen haar vader.

Toen de verloving tussen de Nederlandse prins Willem II en de Engelse prinses Charlotte werd verbroken, werd Anna door haar broer, tsaar Alexander – hij was een goede vriend van Willems vader – als geschikte huwelijkskandidate naar voren geschoven. Na een reis van bijna een maand arriveerde kroonprins Willem op 20 december 1815 in het Russische Sint-Petersburg, waar hij na een geslaagde ontmoeting met Anna een huwelijksaanzoek deed. Na onderhandelingen op het gebied van geloofsovertuiging werd overeengekomen dat zij Russisch-orthodox mocht blijven, eventuele kinderen voortkomend uit het huwelijk zouden Nederlands Hervormd worden opgevoed. Later bezocht zij ook veel hervormde kerkdiensten. Op 21 februari 1816 trouwde ze met veel pracht en praal met een Russisch-orthodoxe dienst in de hofkapel van het Winterpaleis met de latere koning Willem II, waarbij haar twee broers, de grootvorsten Nicolaas en Michaël de huwelijkskronen boven de hoofden van het echtpaar hielden. Aansluitend hierop werd in de Witte Zaal van het Winterpaleis, door de Waalse predikant De la Saussaye een bescheiden protestantse huwelijksdienst gehouden. De feestelijkheden vonden plaats in het Rozenpaviljoen, dat zich in de paleistuin van het Pavlovsk-paleis nabij Sint-Petersburg bevindt en duurden elf dagen. Het paar bleef een half jaar in Rusland en nam deel aan vele luxueuze diners en festiviteiten. In de zomer vertrok het paar naar Berlijn waar de eerste ontmoeting met haar schoonmoeder Wilhelmina plaatsvond.
Na een reis via Nassau mocht Anna op 22 augustus voor het eerst voet op Nederlandse bodem zetten. Anna onderging een cultuurschok toen ze in Nederland aankwam; de afstand tot het volk was in Nederland veel kleiner dan in haar geboorteland Rusland. De toeren door het Verenigd Koninkrijk der Nederlanden moesten eerder dan gepland worden stilgelegd omdat Anna zwanger was. Schoonvader Willem I had ondertussen Paleis Kneuterdijk gekocht voor het paar, waar ze kort daarna hun intrek namen. In de winter werd besloten naar Brussel te gaan. Daar verbleef Anna ook toen op een nacht in de winter van 1820-1821 het kroonprinselijk paleis, waarschijnlijk door een defect aan de verwarmingsbuizen van de serre, in brand vloog. De kroonprinses en haar drie kinderen ontsnapten ternauwernood en met niet veel meer dan de kleren aan hun lijf. Na veel gesteggel met koning Willem I kon worden begonnen aan de bouw van een nieuw onderkomen, het huidige Academiënpaleis, dat gereed kwam in 1828. Anna verbleef hier het liefst, want Brussel had meer pracht en praal dan het noorden; maar op wens van Willem I wisselden ze hun verblijf af met paleizen in het noorden. Zo verbleven ze 's zomers ook afwisselend op paleis Tervuren en op Paleis Soestdijk, dat Willem ontvangen had als nationaal cadeau voor zijn optreden bij Quatre-Bras en Waterloo in de strijd tegen Napoleon. Tot de afscheiding van de Zuidelijke Nederlanden in 1830 woonde het kroonprinselijk paar voornamelijk afwisselend in 's-Gravenhage en Brussel.
Uit het huwelijk werden vijf kinderen geboren:
- Willem, de latere koning Willem III (1817-1890)
- Alexander (1818-1848)
- Hendrik (1820-1879)
- Ernst Casimir (21 mei 1822 – Brussel, 22 oktober 1822)
- Sophie (1824-1897)

Anna was een zorgzame moeder voor haar kinderen. Haar lieveling was Alexander, in wie ze, zoals ze haar broer Nicolaas schreef, geen tekortkomingen kon ontdekken. De relatie met haar opvliegerige oudste zoon Willem was, zeker na zijn huwelijk, moeizaam. Echtgenoot Willem had de opvatting dat de kinderen publiek onderwijs moesten volgen, maar Anna zag hier niets in. Uiteindelijk kregen alle vier de kinderen privélessen onder toezicht van gouverneurs en gouvernantes. Anna, die zelf een voor een prinses gedegen academische opvoeding had gekregen, liet haar dochter heel wat minder uitvoerig onderwijzen dan de drie zonen. Prinses Sophie beklaagde zich er later over dat ze eerder had geleerd wat ze niet moest doen dan wat ze wel moest doen.
De relatie tussen Willem en diens vader Willem I is nooit hartelijk geweest. In 1817 liepen de gemoederen zo hoog op dat Anna overspannen was geraakt van alle familieproblemen. 

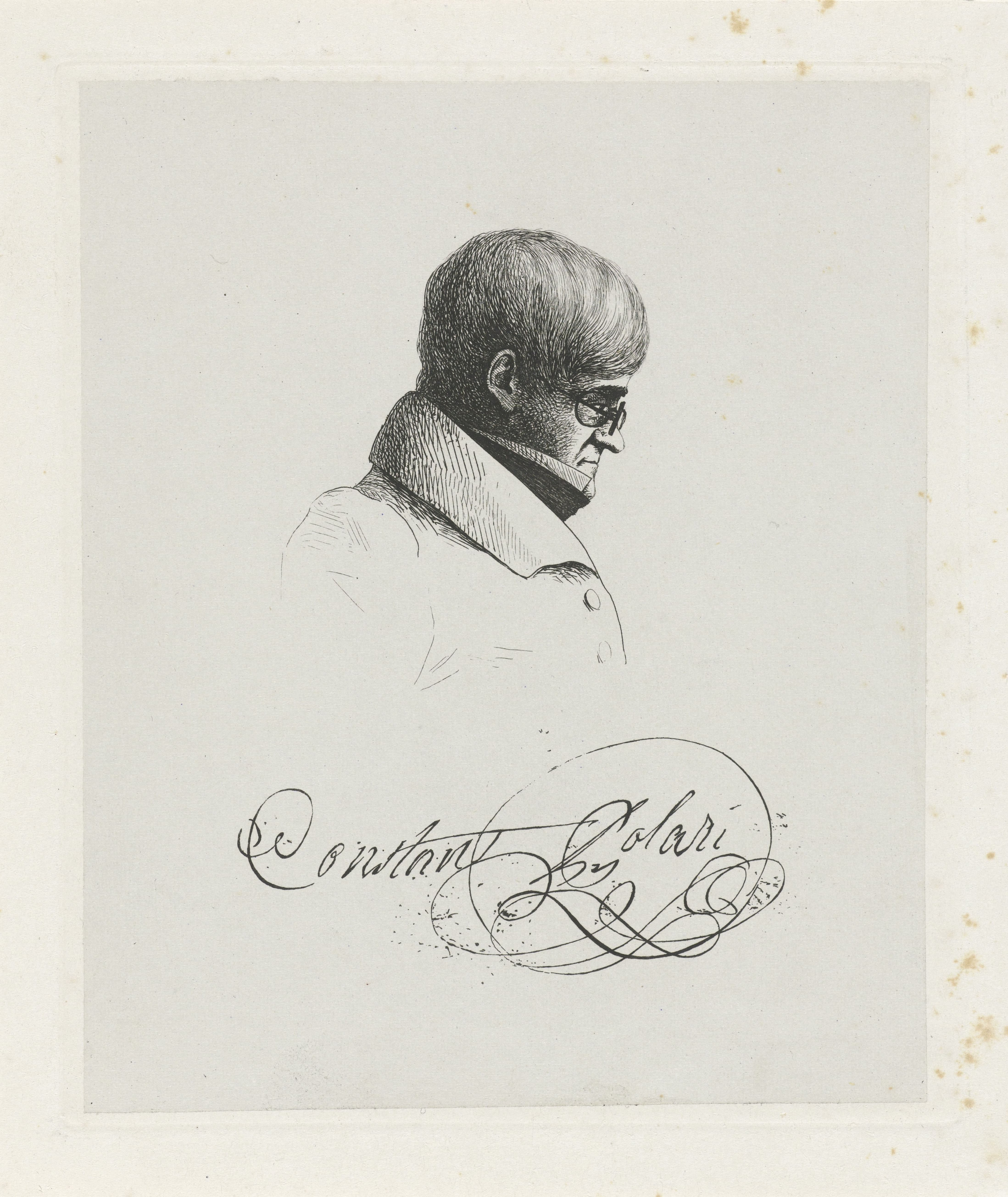
Portret van Constant Polari, op 4 maart 1834 veroordeeld (Jean Zacherie Mazel, 1835)

Alhoewel Willem in Brussel op handen werd gedragen, was hij in het noorden minder populair. Toch werd het vertoeven in het door Anna zeer geliefde Brussel bemoeilijkt. In de eerste plaats door de toenemende spanningen tussen noord en zuid, die later tot de Belgische Revolutie zouden leiden. Maar ook door andere drama's; zoals een door verhitte verwarmingsbuizen veroorzaakte brand in 1820. Naar verluidt kon de kroonprinselijke familie ternauwernood ontsnappen aan de vlammenzee. In 1829 zijn grote hoeveelheden Russische juwelen van Anna uit het paleis ontvreemd. Anna beschuldigde Willem van nalatigheid, terwijl aan het hof werd gefluisterd dat buitenechtelijke relaties van Willem er met de sieraden vandoor waren gegaan. Hij was Anna niet altijd trouw geweest en heeft verschillende buitenechtelijke kinderen verwekt.
Constant Polari werkte in dienst van de prins van Oranje en werd op 8 maart 1834 door het Hof van Assisen veroordeeld wegens diefstal van de juwelen.
Na 1830 maakte de Belgische Revolutie het leven in de Brusselse paleizen onmogelijk. Op 27 oktober 1830 vertrok Anna noodgedwongen voor het laatst uit Brussel. De rest van haar leven zou ze moeten vertoeven in het noorden en een hekel manifesteren aan het niet loyale zuiden. Na het overlijden van Willem nam haar schoondochter, met wie zij nooit goed had kunnen opschieten, de eerste plaats in aan het Hof. Daardoor zonderde zij zich steeds meer af in haar buitenverblijven, waardoor ze de weelde van het Russische hof van haar jeugd steeds meer ging missen. Na haar huwelijk maakte ze nog twee keer de reis naar het verre Rusland, in 1824 en in 1855. Bij dat laatste bezoek werd Anna met alle eerbied ontvangen. Omdat ze zo hechtte aan de protocollen en tradities uit haar jeugd vonden haar jongere verwanten haar echter erg ouderwets.

## Koningin der Nederlanden (1840-1849)

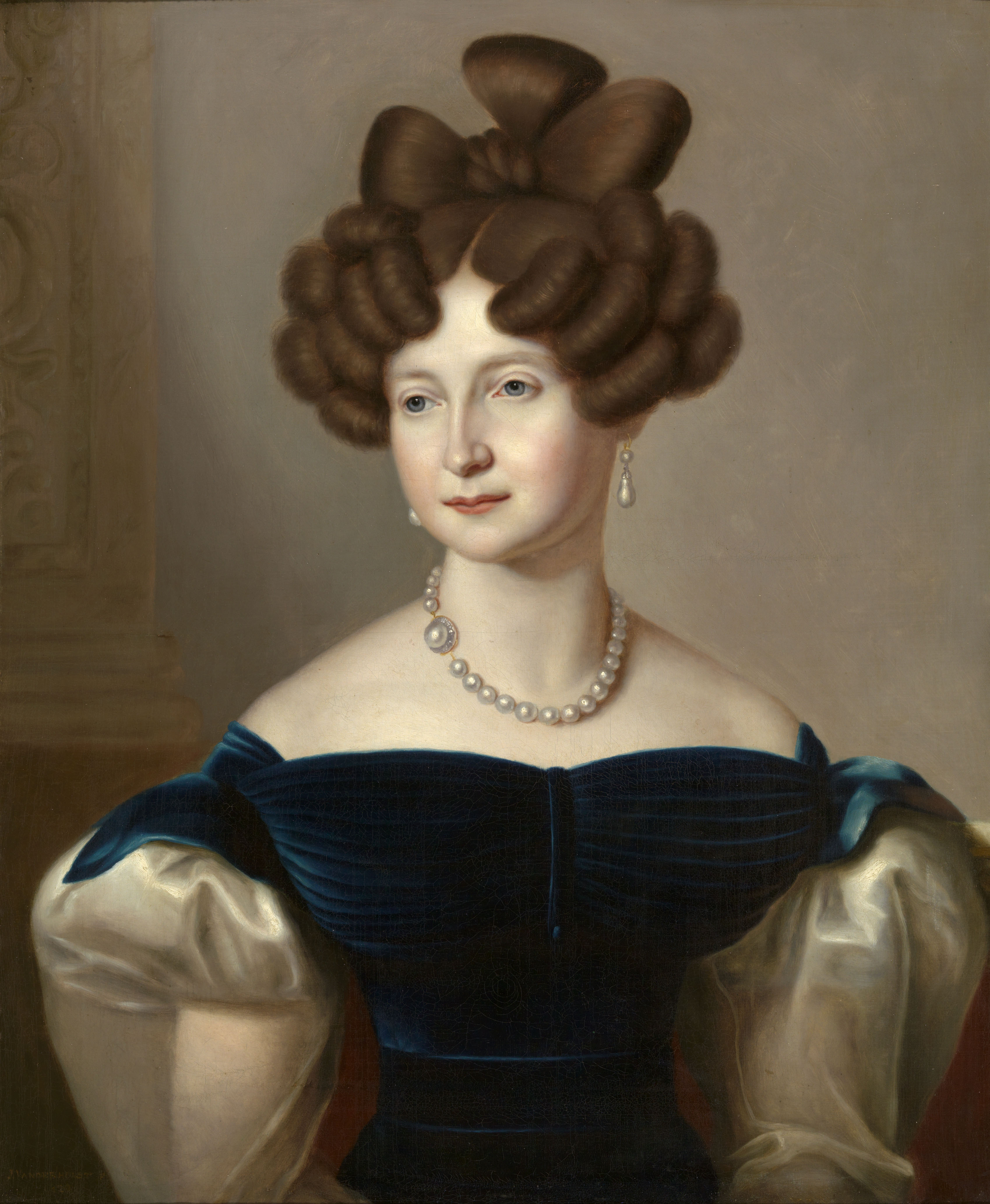
Anna Paulowna in 1841, door Jean-Baptiste Van der Hulst

In 1840 deed Willem I afstand van de troon omdat hij zijn geplande omstreden tweede huwelijk met gravin Henriette d'Oultremont de Wégimont wilde doorzetten. Hierdoor werd Anna op 7 oktober 1840 koningin. De inhuldigingsplechtigheid vond plaats op 28 november 1840 in de Nieuwe Kerk te Amsterdam. De relatie tussen Willem II en Willem I zonk hierna opnieuw naar een dieptepunt. Na de troonsafstand hebben zij elkaar lang niet gezien. Verschillende familieleden ondernamen in de zomer van 1842 een geslaagde verzoeningspoging. Willem en Anna ontmoetten op Paleis Het Loo de ex-koning en zijn tweede vrouw. Willem I en Henriëtte noemden zich voortaan graaf en gravin van Nassau; waardoor koningin Anna het niet kon laten zich op haar allerfraaist uit te dossen, om zo zeer trots boven de gravin – voormalige hofdame van Willem I – uit te steken.
In de rol van koningin voelde en gedroeg zij zich erg hoog verheven boven het volk. Ze liep altijd kaarsrecht en bij officiële verplichtingen doste zij zich graag fraai uit. Anna hield erg van etiquette en bleef in het openbaar bij karakterbotsingen altijd rustig. Door tijdgenoten werd de koningin omschreven als niet knap, maar zeer majesteitelijk, haar stem was zeer beschaafd en aangenaam en ze was iets bleek, maar had ogen met veel uitdrukking. Aan het hof was de aanwezigheid van Anna duidelijk te merken. Zo stond het Nederlandse hof tijdens de regering van koning Willem II bekend om zijn pracht en praal. Anna verklaarde dikwijls dat Holland in vergelijking met moederland Rusland veel kleiner was, maar het trof haar diep dat het koninklijk huis zo dicht bij het volk stond.
In 1846 maakte Anna in het gezelschap van haar lievelingszoon Alexander (die bepaald niet vrijwillig meeging) een lange reis naar Italië. Ze reisde door Zwitserland naar Milaan en Genua, waar ze haar zoon Hendrik ontmoette, en uiteindelijk naar Rome. Daar vond een ontmoeting plaats met paus Pius IX, van wie de koningin erg gecharmeerd was. Vrij snel na terugkeer in Nederland, in het vroege voorjaar van 1847, werd Alexander ernstig ziek. Omdat de hofarts (naar later bleek onterecht) dacht dat hij aan de tering leed, werd hij op reis gestuurd om in een zacht klimaat te overwinteren. Op 20 februari 1848 overleed Alexander, 29 jaar oud, op het eiland Madeira. Het nieuws over het overlijden bereikte Den Haag pas op 17 maart, zodat Anna onwetend lange brieven bleef schrijven aan een zoon die al dood was. Anna rouwde intens om haar geliefde zoon en bleef zich de rest van haar leven omringen met zijn eigendommen, zoals de jachthonden die ze ieder jaar op zijn sterfdag bezocht. Ze verheerlijkte de nagedachtenis aan Alexander en leek op slag te zijn vergeten dat ze de nodige aanvaringen met hem had gehad toen hij nog leefde.
De gezondheid van Willem II was gedurende de late jaren 1840 slecht geweest. Hij had ernstige hartklachten, die verergerd werden door zijn neiging te veel van zichzelf te vragen, constant roken en zorgen om de gespannen politieke situatie, de gezondheid van Alexander en onenigheid met zijn oudste zoon Willem over de grondwetsherziening. Al in 1847 was duidelijk dat hij niet lang meer te leven had. Begin 1849 begon Willem II krachten te verliezen. Toen hij in maart in Tilburg was, verslechterde zijn situatie zodanig dat hofarts Everard zijn vrouw inlichtte. Omdat Everard het onverantwoord vond, werd zij niet bij haar echtgenoot gelaten. In de nacht van 17 maart 1849 stierf Willem II aan een hartstilstand. Anna was diep geschokt en wierp zich volgens ooggetuigen gillend op het levenloze lichaam van haar man. Ze was zich zeker bewust van het feit dat ze nu geen koningin meer was; de rol waarop ze zo trots was. In de dagen dat het lichaam van haar man opgebaard lag, heeft Anna Paulowna verscheidene dagen urenlang geknield voor het lijk doorgebracht. 
Omdat vrouwen geen begrafenissen bijwoonden, was Anna Paulowna niet aanwezig bij de bijzetting van Willem II. Wel bezocht ze later die dag zijn grafkelder. Op haar uitdrukkelijke wens werd zijn kist naast die van hun zoon Alexander geplaatst. Inmiddels zijn de kisten echter herschikt en is dit niet meer het geval.

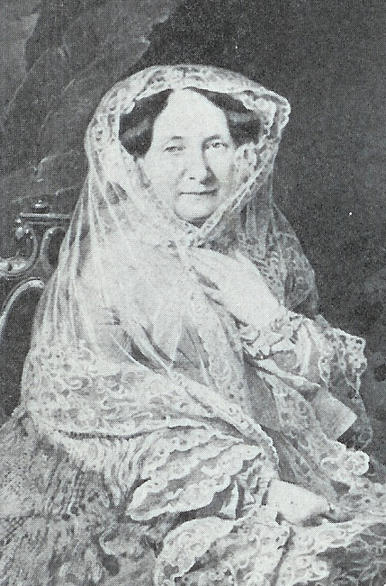
Voor zover bekend de enige foto van Anna, genomen bij haar laatste reis naar Rusland omstreeks 1855

## Koningin-moeder (1849-1865)
Anna Paulowna, nu koningin-moeder geworden, trok zich na het overlijden van haar man uit het openbare leven terug. In het paleis aan de Kneuterdijk wilde zij niet meer wonen. Zij nam aanvankelijk haar intrek in de villa Boschlust, die van haar zoon Alexander was geweest. In de zomer van 1849 werd er een Russisch-orthodoxe kapel voor haar gebouwd in de tuin. Desondanks bleef ze er niet meer dan een jaar wonen en liet ze het buitenverblijf in 1851 verkopen. Verder verbleef Anna Paulowna nog op kasteel Biljoen bij Velp. Later woonde ze afwisselend op Soestdijk (dat ze met eigen middelen uit de met schulden beladen nalatenschap van Willem II had gekocht) en op Rustenburg, Zorgvliet en Buitenrust in Den Haag. Overal waar zij woonde, beschikte de koningin-weduwe over een Russisch-orthodoxe kapel. Op Soestdijk fungeerde het gewezen jachthuisje van haar zoon prins Alexander als kapel. Herinneringen aan de regering van haar man hield zij in veel van haar paleizen zo veel mogelijk intact. Dat kwam onder andere tot uiting in de Waterloozaal op Soestdijk, die in zijn nagedachtenis was ingericht.
Na de dood van haar gemaal werd Anna Paulowna erg eenzaam. In de eerste plaats doordat in 1848 haar lievelingszoon Alexander was overleden. Met haar oudste zoon had de koningin-weduwe geen hechte band. De relatie met haar schoondochter en opvolger Sophie was ronduit slecht. Toen er huwelijksplannen werden gemaakt tussen haar zoon en Sophie was zij zeer tegen het huwelijk tussen haar zoon en nichtje gekant geweest; ze beschouwde het naar de Russisch-orthodoxe norm als inteelt. Vreemd genoeg was Anna juist voorstander van het huwelijk van haar dochter met Karl van Saksen-Weimar, de zoon van haar zuster Maria, die ook neef en nicht waren. Waarschijnlijk was zij tegen het eerstgenoemde huwelijk, omdat het nooit geboterd heeft tussen Anna en haar zuster Catharina (de moeder van Sophie) en was zij vóór het tweede genoemde huwelijk, omdat zij het uitstekend kon vinden met deze zuster (de moeder van Karl). Anna had er begrijpelijkerwijs ook veel moeite mee de koninginnenkroon, die zij negen jaar had gedragen, aan Sophie over te geven. In Rusland bleef immers de keizerin-weduwe de eerste plaats innemen aan het Hof.
Pas na de dood van haar echtgenoot kwam Anna Paulowna te weten hoe slecht zijn financiën er voor stonden. Willem II had reeds jaren te veel geld uitgegeven en zijn administratie onzorgvuldig beheerd, zodat hij grote schulden achterliet. Anna en Willem waren, zoals gebruikelijk was en is in koninklijke kringen, niet in gemeenschap van goederen getrouwd. Zij had haar eigen riante vermogen en de Russische toelage die zij jaarlijks ontving. De nieuwe koning Willem III kon rekenen op een staatstoelage, maar Hendrik en Sophie kregen niets dan een zwaar met schulden belaste erfenis. Achteraf zou blijken dat het bezit van Willem II in onroerend goed afdoende was om de schuldenlast te dekken, maar het zou nog vele jaren duren voordat al zijn bezit eindelijk in kaart was gebracht en de nalatenschap definitief kon worden afgehandeld. Om de enorme schuld af te betalen die Willem II kort voor zijn dood bij hem was aangegaan, wist Anna haar broer, tsaar Nicolaas I, zover te krijgen dat hij een groot aantal schilderijen uit de collectie van haar overleden echtgenoot overnam. Dit is een van de oorzaken waardoor er in de Hermitage te Sint-Petersburg een aanzienlijke collectie Hollandse meesters hangt, waaronder een aantal Rembrandts.
Anna zelf kocht een aantal stukken uit de nalatenschap die ze wilde bewaren. 

Monogram van koningin Anna

In 1854 werd de buitenplaats Bronbeek aangekocht door koning Willem III voor een prijs van 75.000 gulden. Bronbeek was naar verluidt in eerste instantie bedoeld voor zijn moeder, koningin Anna Paulowna, maar daarvoor is geen bewijs.
Anna bleef heel haar leven trouw aan haar Russische wortels en haar keizerlijke afkomst. In het park van Soestdijk liet ze zich rondrijden in een trojka, ze omringde zich met Russische hondjes, at enkel Russisch brood en werd gediend door een Russische kamenier. Desondanks sprak en las ze goed Nederlands, zelfs beter dan haar in ballingschap opgegroeide echtgenoot. Haar laatste reis naar Rusland maakte Anna van november 1855 tot juni 1856. In de zomer van 1864 werd zij bezocht door haar neef, tsaar Alexander II.
Op Rustenburg in Den Haag werd zij in februari 1865 ernstig ziek. Ze had last van een borstkwaal, die steeds erger werd. Dochter Sophie kwam over uit  Weimar en verpleegde haar samen met schoondochter Amalia. Tot ieders verbazing stond ook schoondochter Sophie haar bij in deze moeilijke tijd. Op 1 maart overleed Anna Paulowna op 70-jarige leeftijd, 's middags om 16.38 uur in Den Haag.
Haar lichaam werd opgebaard in haar Russisch-orthodoxe kapel op Rustenburg. Anna werd niet gebalsemd. De nabestaanden waakten bij toerbeurt naast de kist. Schoondochter Sophie zei hierover:
"..., de staat van ontbinding was al spoedig onbeschrijflijk, want tijdens haar ziekte had zij steeds overvloedig gegeten en gedronken (...) Dat ellendige lijk moet gedurende 17 dagen boven de aarde blijven staan."
De rouwdienst in Den Haag op 17 maart werd strikt uitgevoerd volgens de Russisch-orthodoxe wijze en verliep als volgt: Eerst werd er door drie Russisch-orthodoxe priesters, de aalmoezenier van Anna Paulowna, aartspriester A. Soedakov, de priester Izmajlov van de Griekse kerk in Amsterdam en de priester Ladynski van de kerk in Weimar een Goddelijke Liturgie gevierd, waarna de priesters bij de open kist de absolutie verleenden. De Koning, de Koningin en de prins van Oranje waren hier niet bij aanwezig. Wel de beide andere kinderen van Anna Paulowna, prins Hendrik der Nederlanden en prinses Sophie der Nederlanden. Daarna vertrok de begrafenisstoet te voet van Rustenburg naar Delft, waar Anna Paulowna werd bijgezet in de koninklijke Grafkelder van Oranje-Nassau in de Nieuwe Kerk te Delft. De bijzetting in Delft was protestants en werd gedaan door hofpredikant Gerrit Ruitenschild. Na Anna's overlijden is er in aanwezigheid van koningin Sophie, tot haar overlijden in 1877, jaarlijks een panichida (Russisch-orthodoxe requiemdienst) gehouden in de Haagse kapel, die gevestigd was in paleis Rustenburg, dat stond op de plaats waar nu het Vredespaleis is.

## Testament
Bij testament werd haar vermogen van 1,5 miljoen gulden gelijkelijk verdeeld over haar drie kinderen. Haar oudste zoon Willem kreeg daarnaast een klein deel van de juwelen, evenals het Willemshospitaal in 's-Gravenhage. Haar dochter Sophie erfde het grootste deel van de juwelen en daarnaast ook de buitenplaatsen Rustenburg, Zorgvliet en Buitenrust. Haar jongste zoon Hendrik kreeg naast het geld de in haar bezit zijnde effecten, Paleis Soestdijk en het Czaar Peterhuisje in Zaandam.

## Kwartierstaat
| Karel Frederik van Sleeswijk-Holstein-Gottorp (1700-1739) | Karel Frederik van Sleeswijk-Holstein-Gottorp (1700-1739) | Karel Frederik van Sleeswijk-Holstein-Gottorp (1700-1739) | Karel Frederik van Sleeswijk-Holstein-Gottorp (1700-1739) | Karel Frederik van Sleeswijk-Holstein-Gottorp (1700-1739) | Karel Frederik van Sleeswijk-Holstein-Gottorp (1700-1739) | Anna Petrovna van Rusland (1708-1728) | Anna Petrovna van Rusland (1708-1728) | Anna Petrovna van Rusland (1708-1728)          | Anna Petrovna van Rusland (1708-1728)          | Anna Petrovna van Rusland (1708-1728)          | Anna Petrovna van Rusland (1708-1728)          |                                                |                                                | Christiaan August van Anhalt-Zerbst (1690-1747) | Christiaan August van Anhalt-Zerbst (1690-1747) | Christiaan August van Anhalt-Zerbst (1690-1747) | Christiaan August van Anhalt-Zerbst (1690-1747) | Christiaan August van Anhalt-Zerbst (1690-1747) | Christiaan August van Anhalt-Zerbst (1690-1747) | Johanna Elisabeth van Sleeswijk-Holstein-Gottorp (1712-1760) | Johanna Elisabeth van Sleeswijk-Holstein-Gottorp (1712-1760) | Johanna Elisabeth van Sleeswijk-Holstein-Gottorp (1712-1760) | Johanna Elisabeth van Sleeswijk-Holstein-Gottorp (1712-1760) | Johanna Elisabeth van Sleeswijk-Holstein-Gottorp (1712-1760) | Johanna Elisabeth van Sleeswijk-Holstein-Gottorp (1712-1760) |                                            |                                            | Karel Alexander van Württemberg (1684-1737) | Karel Alexander van Württemberg (1684-1737) | Karel Alexander van Württemberg (1684-1737) | Karel Alexander van Württemberg (1684-1737) | Karel Alexander van Württemberg (1684-1737)   | Karel Alexander van Württemberg (1684-1737)   | Maria Augusta von Thurn und Taxis (1706-1756) | Maria Augusta von Thurn und Taxis (1706-1756) | Maria Augusta von Thurn und Taxis (1706-1756) | Maria Augusta von Thurn und Taxis (1706-1756) | Maria Augusta von Thurn und Taxis (1706-1756)              | Maria Augusta von Thurn und Taxis (1706-1756)              |                                                            |                                                            | Frederik Willem van Brandenburg-Schwedt (1700-1771)        | Frederik Willem van Brandenburg-Schwedt (1700-1771)        | Frederik Willem van Brandenburg-Schwedt (1700-1771)           | Frederik Willem van Brandenburg-Schwedt (1700-1771)           | Frederik Willem van Brandenburg-Schwedt (1700-1771)           | Frederik Willem van Brandenburg-Schwedt (1700-1771)           | Sophia Dorothea van Pruisen (1719-1765)                       | Sophia Dorothea van Pruisen (1719-1765)                       | Sophia Dorothea van Pruisen (1719-1765) | Sophia Dorothea van Pruisen (1719-1765) | Sophia Dorothea van Pruisen (1719-1765) | Sophia Dorothea van Pruisen (1719-1765) |  |  |  |  |  |  |  |  |  |  |  |  |  |  |  |  |  |  |  |  |  |  |  |  |  |  |  |  |  |  |  |  |  |  |  |  |  |  |  |  |  |  |  |  |  |  |  |  |
| Karel Frederik van Sleeswijk-Holstein-Gottorp (1700-1739) | Karel Frederik van Sleeswijk-Holstein-Gottorp (1700-1739) | Karel Frederik van Sleeswijk-Holstein-Gottorp (1700-1739) | Karel Frederik van Sleeswijk-Holstein-Gottorp (1700-1739) | Karel Frederik van Sleeswijk-Holstein-Gottorp (1700-1739) | Karel Frederik van Sleeswijk-Holstein-Gottorp (1700-1739) | Anna Petrovna van Rusland (1708-1728) | Anna Petrovna van Rusland (1708-1728) | Anna Petrovna van Rusland (1708-1728)          | Anna Petrovna van Rusland (1708-1728)          | Anna Petrovna van Rusland (1708-1728)          | Anna Petrovna van Rusland (1708-1728)          |                                                |                                                | Christiaan August van Anhalt-Zerbst (1690-1747) | Christiaan August van Anhalt-Zerbst (1690-1747) | Christiaan August van Anhalt-Zerbst (1690-1747) | Christiaan August van Anhalt-Zerbst (1690-1747) | Christiaan August van Anhalt-Zerbst (1690-1747) | Christiaan August van Anhalt-Zerbst (1690-1747) | Johanna Elisabeth van Sleeswijk-Holstein-Gottorp (1712-1760) | Johanna Elisabeth van Sleeswijk-Holstein-Gottorp (1712-1760) | Johanna Elisabeth van Sleeswijk-Holstein-Gottorp (1712-1760) | Johanna Elisabeth van Sleeswijk-Holstein-Gottorp (1712-1760) | Johanna Elisabeth van Sleeswijk-Holstein-Gottorp (1712-1760) | Johanna Elisabeth van Sleeswijk-Holstein-Gottorp (1712-1760) |                                            |                                            | Karel Alexander van Württemberg (1684-1737) | Karel Alexander van Württemberg (1684-1737) | Karel Alexander van Württemberg (1684-1737) | Karel Alexander van Württemberg (1684-1737) | Karel Alexander van Württemberg (1684-1737)   | Karel Alexander van Württemberg (1684-1737)   | Maria Augusta von Thurn und Taxis (1706-1756) | Maria Augusta von Thurn und Taxis (1706-1756) | Maria Augusta von Thurn und Taxis (1706-1756) | Maria Augusta von Thurn und Taxis (1706-1756) | Maria Augusta von Thurn und Taxis (1706-1756)              | Maria Augusta von Thurn und Taxis (1706-1756)              |                                                            |                                                            | Frederik Willem van Brandenburg-Schwedt (1700-1771)        | Frederik Willem van Brandenburg-Schwedt (1700-1771)        | Frederik Willem van Brandenburg-Schwedt (1700-1771)           | Frederik Willem van Brandenburg-Schwedt (1700-1771)           | Frederik Willem van Brandenburg-Schwedt (1700-1771)           | Frederik Willem van Brandenburg-Schwedt (1700-1771)           | Sophia Dorothea van Pruisen (1719-1765)                       | Sophia Dorothea van Pruisen (1719-1765)                       | Sophia Dorothea van Pruisen (1719-1765) | Sophia Dorothea van Pruisen (1719-1765) | Sophia Dorothea van Pruisen (1719-1765) | Sophia Dorothea van Pruisen (1719-1765) |  |  |  |  |  |  |  |  |  |  |  |  |  |  |  |  |  |  |  |  |  |  |  |  |  |  |  |  |  |  |  |  |  |  |  |  |  |  |  |  |  |  |  |  |  |  |  |  |
|                                                           |                                                           |                                                           |                                                           |                                                           |                                                           |                                       |                                       |                                                |                                                |                                                |                                                |                                                |                                                |                                                 |                                                 |                                                 |                                                 |                                                 |                                                 |                                                              |                                                              |                                                              |                                                              |                                                              |                                                              |                                            |                                            |                                             |                                             |                                             |                                             |                                               |                                               |                                               |                                               |                                               |                                               |                                                            |                                                            |                                                            |                                                            |                                                            |                                                            |                                                               |                                                               |                                                               |                                                               |                                                               |                                                               |                                         |                                         |                                         |                                         |  |  |  |  |  |  |  |  |  |  |  |  |  |  |  |  |  |  |  |  |  |  |  |  |  |  |  |  |  |  |  |  |  |  |  |  |  |  |  |  |  |  |  |  |  |  |  |  |
|                                                           |                                                           |                                                           |                                                           | Peter III van Rusland (1728–1762)                         | Peter III van Rusland (1728–1762)                         | Peter III van Rusland (1728–1762)     | Peter III van Rusland (1728–1762)     | Peter III van Rusland (1728–1762)              | Peter III van Rusland (1728–1762)              |                                                |                                                |                                                |                                                |                                                 |                                                 | Catharina de Grote (1729–1796)                  | Catharina de Grote (1729–1796)                  | Catharina de Grote (1729–1796)                  | Catharina de Grote (1729–1796)                  | Catharina de Grote (1729–1796)                               | Catharina de Grote (1729–1796)                               |                                                              |                                                              |                                                              |                                                              |                                            |                                            |                                             |                                             |                                             |                                             | Frederik Eugenius van Württemberg (1732-1797) | Frederik Eugenius van Württemberg (1732-1797) | Frederik Eugenius van Württemberg (1732-1797) | Frederik Eugenius van Württemberg (1732-1797) | Frederik Eugenius van Württemberg (1732-1797) | Frederik Eugenius van Württemberg (1732-1797) |                                                            |                                                            |                                                            |                                                            |                                                            |                                                            | Frederika Dorothea Sophia van Brandenburg-Schwedt (1736-1798) | Frederika Dorothea Sophia van Brandenburg-Schwedt (1736-1798) | Frederika Dorothea Sophia van Brandenburg-Schwedt (1736-1798) | Frederika Dorothea Sophia van Brandenburg-Schwedt (1736-1798) | Frederika Dorothea Sophia van Brandenburg-Schwedt (1736-1798) | Frederika Dorothea Sophia van Brandenburg-Schwedt (1736-1798) |                                         |                                         |                                         |                                         |  |  |  |  |  |  |  |  |  |  |  |  |  |  |  |  |  |  |  |  |  |  |  |  |  |  |  |  |  |  |  |  |  |  |  |  |  |  |  |  |  |  |  |  |  |  |  |  |
|                                                           |                                                           |                                                           |                                                           | Peter III van Rusland (1728–1762)                         | Peter III van Rusland (1728–1762)                         | Peter III van Rusland (1728–1762)     | Peter III van Rusland (1728–1762)     | Peter III van Rusland (1728–1762)              | Peter III van Rusland (1728–1762)              |                                                |                                                |                                                |                                                |                                                 |                                                 | Catharina de Grote (1729–1796)                  | Catharina de Grote (1729–1796)                  | Catharina de Grote (1729–1796)                  | Catharina de Grote (1729–1796)                  | Catharina de Grote (1729–1796)                               | Catharina de Grote (1729–1796)                               |                                                              |                                                              |                                                              |                                                              |                                            |                                            |                                             |                                             |                                             |                                             | Frederik Eugenius van Württemberg (1732-1797) | Frederik Eugenius van Württemberg (1732-1797) | Frederik Eugenius van Württemberg (1732-1797) | Frederik Eugenius van Württemberg (1732-1797) | Frederik Eugenius van Württemberg (1732-1797) | Frederik Eugenius van Württemberg (1732-1797) |                                                            |                                                            |                                                            |                                                            |                                                            |                                                            | Frederika Dorothea Sophia van Brandenburg-Schwedt (1736-1798) | Frederika Dorothea Sophia van Brandenburg-Schwedt (1736-1798) | Frederika Dorothea Sophia van Brandenburg-Schwedt (1736-1798) | Frederika Dorothea Sophia van Brandenburg-Schwedt (1736-1798) | Frederika Dorothea Sophia van Brandenburg-Schwedt (1736-1798) | Frederika Dorothea Sophia van Brandenburg-Schwedt (1736-1798) |                                         |                                         |                                         |                                         |  |  |  |  |  |  |  |  |  |  |  |  |  |  |  |  |  |  |  |  |  |  |  |  |  |  |  |  |  |  |  |  |  |  |  |  |  |  |  |  |  |  |  |  |  |  |  |  |
|                                                           |                                                           |                                                           |                                                           |                                                           |                                                           |                                       |                                       |                                                |                                                | Paul I van Rusland (1754-1801)                 | Paul I van Rusland (1754-1801)                 | Paul I van Rusland (1754-1801)                 | Paul I van Rusland (1754-1801)                 | Paul I van Rusland (1754-1801)                  | Paul I van Rusland (1754-1801)                  |                                                 |                                                 |                                                 |                                                 |                                                              |                                                              |                                                              |                                                              |                                                              |                                                              |                                            |                                            |                                             |                                             |                                             |                                             |                                               |                                               |                                               |                                               |                                               |                                               | Sophia Dorothea Augusta Louisa van Württemberg (1759-1828) | Sophia Dorothea Augusta Louisa van Württemberg (1759-1828) | Sophia Dorothea Augusta Louisa van Württemberg (1759-1828) | Sophia Dorothea Augusta Louisa van Württemberg (1759-1828) | Sophia Dorothea Augusta Louisa van Württemberg (1759-1828) | Sophia Dorothea Augusta Louisa van Württemberg (1759-1828) |                                                               |                                                               |                                                               |                                                               |                                                               |                                                               |                                         |                                         |                                         |                                         |  |  |  |  |  |  |  |  |  |  |  |  |  |  |  |  |  |  |  |  |  |  |  |  |  |  |  |  |  |  |  |  |  |  |  |  |  |  |  |  |  |  |  |  |  |  |  |  |
|                                                           |                                                           |                                                           |                                                           |                                                           |                                                           |                                       |                                       |                                                |                                                | Paul I van Rusland (1754-1801)                 | Paul I van Rusland (1754-1801)                 | Paul I van Rusland (1754-1801)                 | Paul I van Rusland (1754-1801)                 | Paul I van Rusland (1754-1801)                  | Paul I van Rusland (1754-1801)                  |                                                 |                                                 |                                                 |                                                 |                                                              |                                                              |                                                              |                                                              |                                                              |                                                              |                                            |                                            |                                             |                                             |                                             |                                             |                                               |                                               |                                               |                                               |                                               |                                               | Sophia Dorothea Augusta Louisa van Württemberg (1759-1828) | Sophia Dorothea Augusta Louisa van Württemberg (1759-1828) | Sophia Dorothea Augusta Louisa van Württemberg (1759-1828) | Sophia Dorothea Augusta Louisa van Württemberg (1759-1828) | Sophia Dorothea Augusta Louisa van Württemberg (1759-1828) | Sophia Dorothea Augusta Louisa van Württemberg (1759-1828) |                                                               |                                                               |                                                               |                                                               |                                                               |                                                               |                                         |                                         |                                         |                                         |  |  |  |  |  |  |  |  |  |  |  |  |  |  |  |  |  |  |  |  |  |  |  |  |  |  |  |  |  |  |  |  |  |  |  |  |  |  |  |  |  |  |  |  |  |  |  |  |
|                                                           |                                                           |                                                           |                                                           |                                                           |                                                           |                                       |                                       |                                                |                                                |                                                |                                                |                                                |                                                |                                                 |                                                 |                                                 |                                                 |                                                 |                                                 |                                                              |                                                              |                                                              |                                                              |                                                              |                                                              |                                            |                                            |                                             |                                             |                                             |                                             |                                               |                                               |                                               |                                               |                                               |                                               |                                                            |                                                            |                                                            |                                                            |                                                            |                                                            |                                                               |                                                               |                                                               |                                                               |                                                               |                                                               |                                         |                                         |                                         |                                         |  |  |  |  |  |  |  |  |  |  |  |  |  |  |  |  |  |  |  |  |  |  |  |  |  |  |  |  |  |  |  |  |  |  |  |  |  |  |  |  |  |  |  |  |  |  |  |  |
|                                                           |                                                           |                                                           |                                                           |                                                           |                                                           |                                       |                                       |                                                |                                                |                                                |                                                |                                                |                                                |                                                 |                                                 |                                                 |                                                 |                                                 |                                                 |                                                              |                                                              |                                                              |                                                              |                                                              |                                                              |                                            |                                            |                                             |                                             |                                             |                                             |                                               |                                               |                                               |                                               |                                               |                                               |                                                            |                                                            |                                                            |                                                            |                                                            |                                                            |                                                               |                                                               |                                                               |                                                               |                                                               |                                                               |                                         |                                         |                                         |                                         |  |  |  |  |  |  |  |  |  |  |  |  |  |  |  |  |  |  |  |  |  |  |  |  |  |  |  |  |  |  |  |  |  |  |  |  |  |  |  |  |  |  |  |  |  |  |  |  |
| Alexander I van Rusland (1777–1825)                       | Alexander I van Rusland (1777–1825)                       | Alexander I van Rusland (1777–1825)                       | Alexander I van Rusland (1777–1825)                       | Alexander I van Rusland (1777–1825)                       | Alexander I van Rusland (1777–1825)                       |                                       |                                       | Constantijn Pavlovitsj van Rusland (1779-1831) | Constantijn Pavlovitsj van Rusland (1779-1831) | Constantijn Pavlovitsj van Rusland (1779-1831) | Constantijn Pavlovitsj van Rusland (1779-1831) | Constantijn Pavlovitsj van Rusland (1779-1831) | Constantijn Pavlovitsj van Rusland (1779-1831) |                                                 |                                                 | Maria Pavlovna van Rusland (1786-1859)          | Maria Pavlovna van Rusland (1786-1859)          | Maria Pavlovna van Rusland (1786-1859)          | Maria Pavlovna van Rusland (1786-1859)          | Maria Pavlovna van Rusland (1786-1859)                       | Maria Pavlovna van Rusland (1786-1859)                       |                                                              |                                                              | Catharina Paulowna van Rusland (1788-1819)                   | Catharina Paulowna van Rusland (1788-1819)                   | Catharina Paulowna van Rusland (1788-1819) | Catharina Paulowna van Rusland (1788-1819) | Catharina Paulowna van Rusland (1788-1819)  | Catharina Paulowna van Rusland (1788-1819)  |                                             |                                             | Anna Paulowna van Rusland (1795-1865)         | Anna Paulowna van Rusland (1795-1865)         | Anna Paulowna van Rusland (1795-1865)         | Anna Paulowna van Rusland (1795-1865)         | Anna Paulowna van Rusland (1795-1865)         | Anna Paulowna van Rusland (1795-1865)         |                                                            |                                                            | Nicolaas I van Rusland (1796–1855)                         | Nicolaas I van Rusland (1796–1855)                         | Nicolaas I van Rusland (1796–1855)                         | Nicolaas I van Rusland (1796–1855)                         | Nicolaas I van Rusland (1796–1855)                            | Nicolaas I van Rusland (1796–1855)                            |                                                               |                                                               | 3 zusters en 1 broer                                          | 3 zusters en 1 broer                                          | 3 zusters en 1 broer                    | 3 zusters en 1 broer                    | 3 zusters en 1 broer                    | 3 zusters en 1 broer                    |  |  |  |  |  |  |  |  |  |  |  |  |  |  |  |  |  |  |  |  |  |  |  |  |  |  |  |  |  |  |  |  |  |  |  |  |  |  |  |  |  |  |  |  |  |  |  |  |

## Vernoemingen
De Anna Paulownaboom (Paulownia tomentosa) is naar haar genoemd. De voormalige gemeente Anna Paulowna in Noord-Holland is eveneens naar haar genoemd, net als de bijbehorende Anna Paulownapolder en het dorp Anna Paulowna. Het Anna Paulownaplein is een plein in het Zeeheldenkwartier in Den Haag, waar een bankje staat met een bronzen beeld van Anna Paulowna. De in 1817 in Zaandam opgerichte vrijmetselaarsloge draagt ook haar naam: Loge Anna Paulowna. De Anna Paulownatoren aan het Anna Paulownahof is een wooncomplex in Tilburg, een stad waar Willem II vaker verbleef. Anna Paulowna heeft Tilburg enkele keren bezocht.

## Galerij

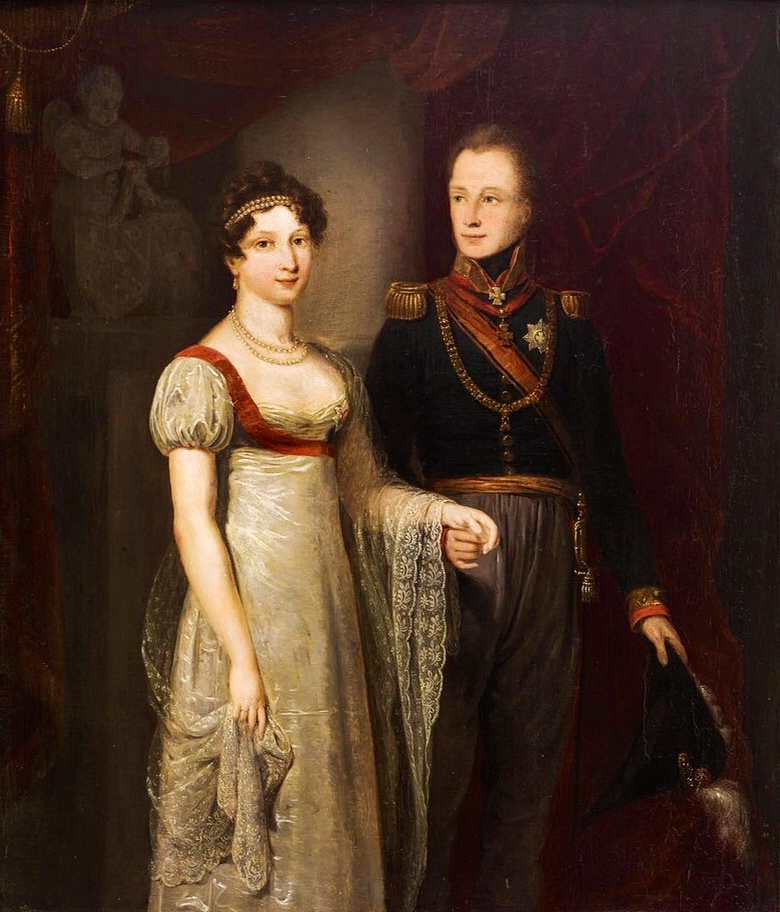
Anna Paulowna en Willem II in 1815
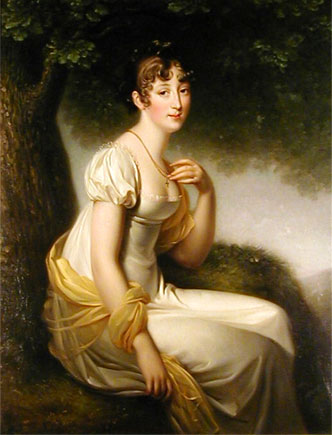
Anna Paulowna van Rusland omstreeks 1820
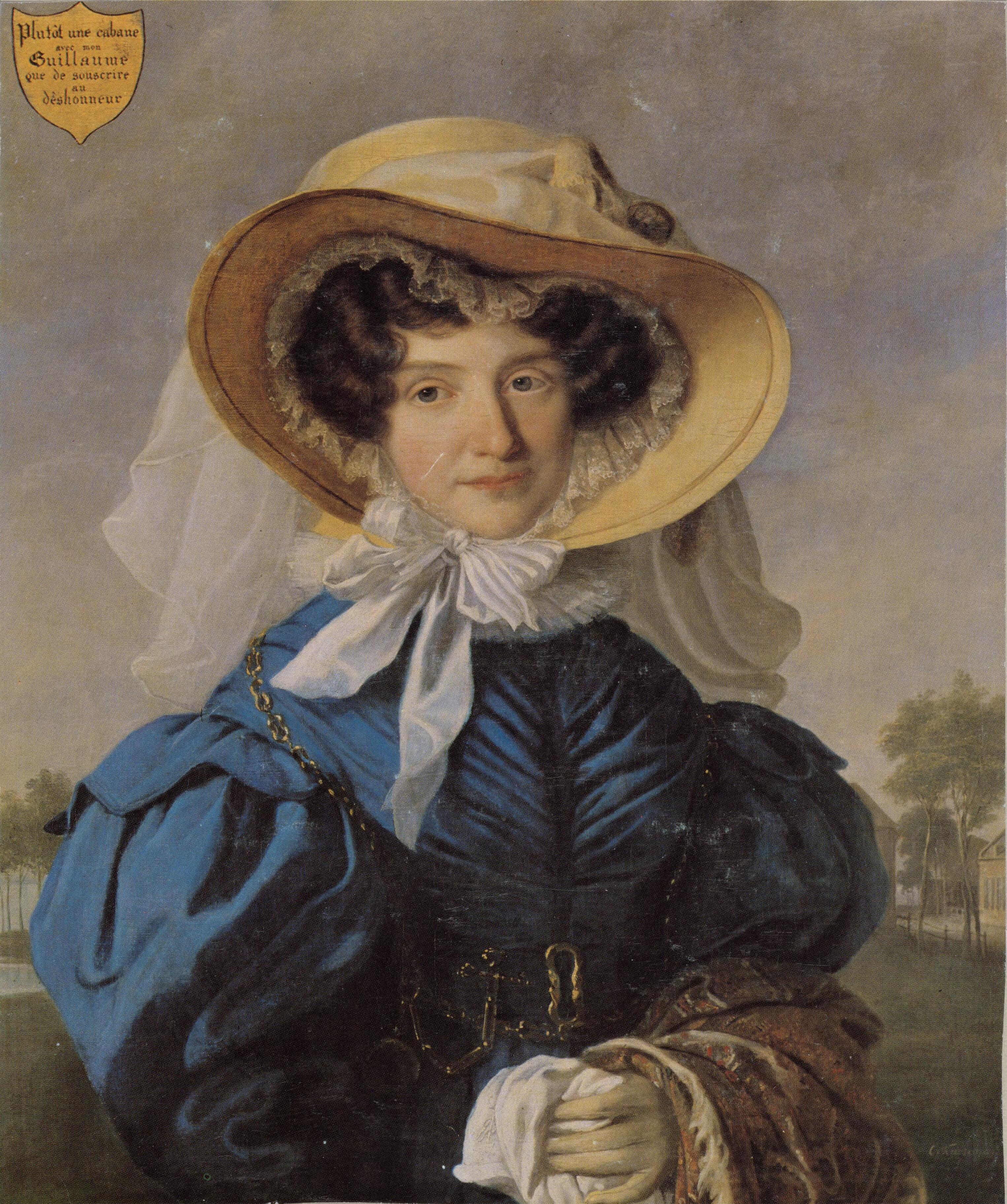
Anna Paulowna omstreeks 1830
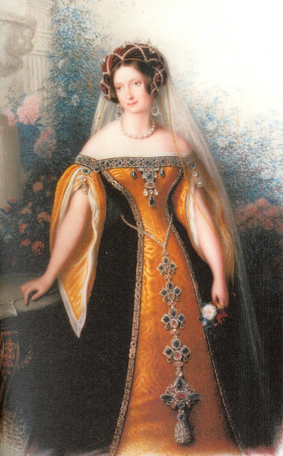
Grootvorstin Anna Paulowna van Rusland
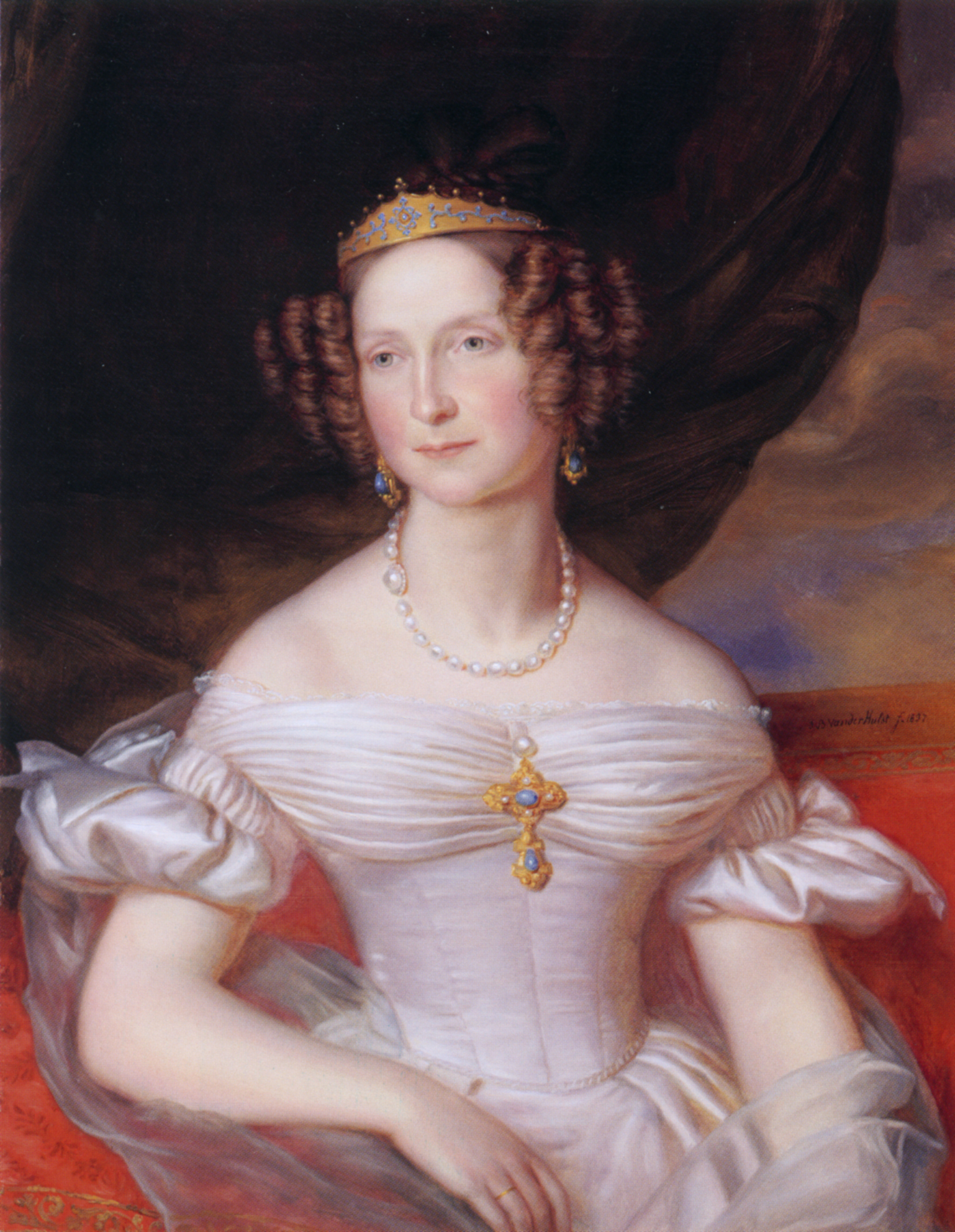
Anna Paulowna in 1837, door Jan Baptist van der Hulst
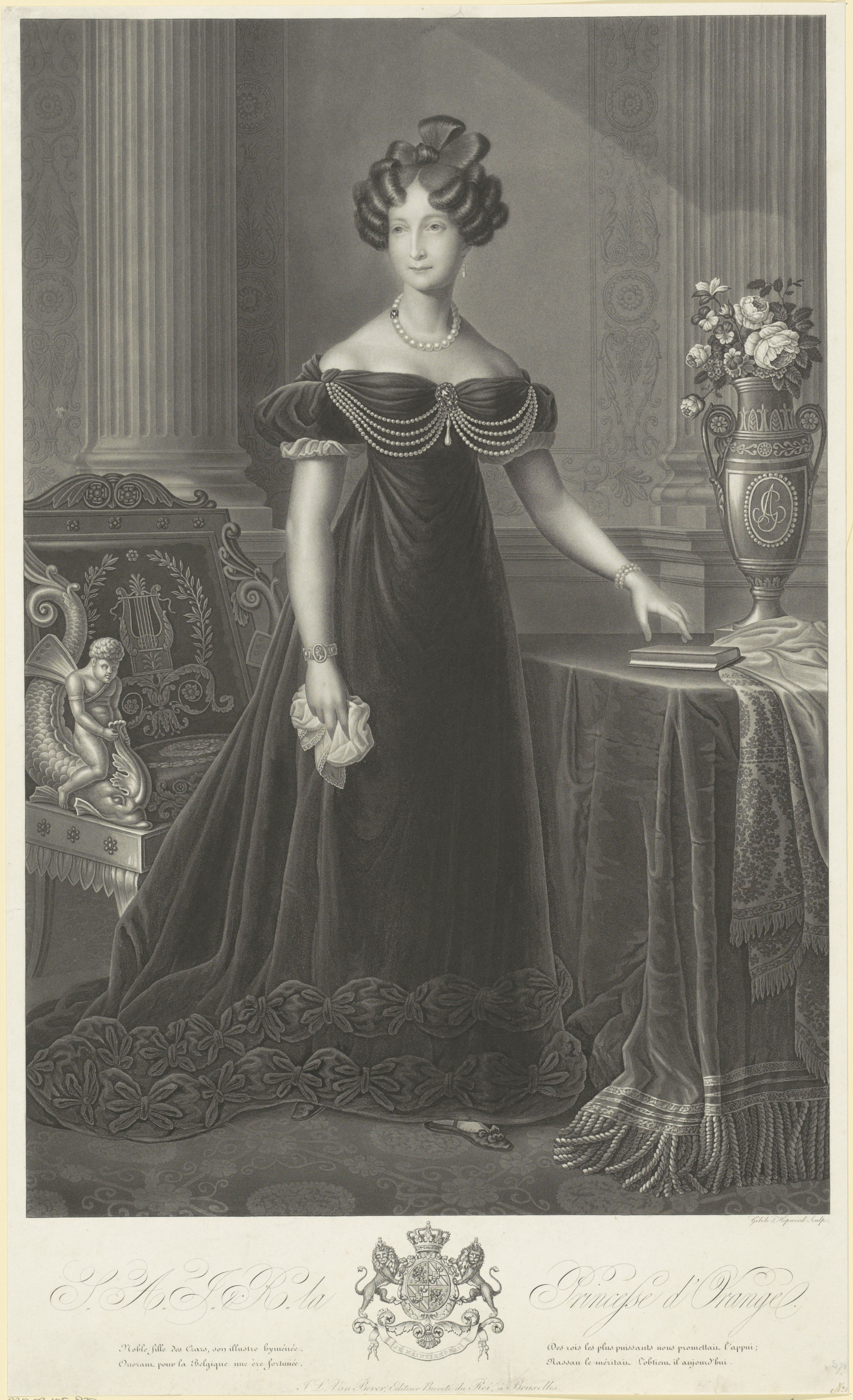
Aquatint door Johann Nepomuk Giebele